# Manufactum
Manufactum GmbH (voorheen Manufactum Hoof & Partner KG), gevestigd in Waltrop, Noordrijn-Westfalen, is een detailhandelsonderneming met postorder- en stationaire verkoop. Het maakt sinds 2008 deel uit van de Otto Group.

## Geschiedenis
Thomas Hoof, vroegere leider van de Duitse politieke partij Bündnis 90/Die Grünen in Noordrijn-Westfalen, startte in 1987 zijn eigen bedrijf. Hij richtte een postorderbedrijf op voor hoogwaardig vervaardigde producten onder de naam Manufactum. De naam moet niet worden verward met de Noordrijn-Westfaalse Staatspreis Manufactum voor handwerk, die al meer dan 50 jaar bestaat. In 2007 behaalde het bedrijf een jaaromzet van ongeveer 75 miljoen euro met meer dan 400 werknemers.
Op 1 januari 2008 nam het postorderbedrijf Heine, een dochteronderneming van de Otto Group, de resterende aandelen in Manufactum Hoof & Partner KG over voor naar schatting 20 miljoen euro, nadat het reeds een belang van 50% in Manufactum had. In 2008 beëindigde Manufactum de uitgeverij-activiteiten. Vervolgens gaf Hoof boeken uit onder de naam  Manuscriptum Verlagbuchhandlung. Manufactum bleef non-fictieboektitels in het assortiment opnemen van de rechts conservatieve uitgeverij. Deze samenwerking werd vervolgens bekritiseerd door journalisten van Der Spiegel  en Die Zeit. Naar aanleiding van vragen van Zeit online voelde de toenmalige directeur van Manufactum, Manfred Ritter, zich genoodzaakt om inhoudelijk afstand te nemen van Hoof.
In het boekjaar 2016 bedroeg de netto-omzet 92 miljoen euro. Als gevolg van de overname door Otto als moedermaatschappij is de onderneming sinds 2016 vrijgesteld tot het toelichten van de jaarrekening.
Het assortiment omvat voornamelijk huishoudelijke artikelen, en daarnaast verlichtingsarmaturen, meubels, kleding, kantoorbenodigdheden, kruidenierswaren, boeken en tuinaccessoires, et cetera. Het bedrijfsmotto is vertaald "Ze bestaan nog steeds, de goede dingen". Deze slogan beschrijft de filosofie van het bedrijf om hoogwaardige en duurzame goederen te verkopen, waarvan sommige nog traditioneel worden vervaardigd.
De productcatalogus van Manufactum probeert op een taalkundig gesofisticeerde en deskundige manier reclame te maken voor de kwaliteit van de producten, soms op een ingetogen humoristische en laconieke wijze. Tobias Kniebe beoordeelde de catalogusteksten met een verhaal over het product in het Süddeutsche Zeitung Magazin (2005) als cruciaal voor het succes van het bedrijf. Oudere catalogusedities en de nieuwsbrief hebben inmiddels verzamelaarswaarde gekregen en worden verhandeld als antiquarische boeken op websites voor tweedehands boeken. Verschillende bibliotheken beschikken over de jaarlijkse catalogi.
De Manufactum Group omvat ook Manufactum Bread & Butter met winkels in Berlijn, Düsseldorf, Keulen, München, Waltrop, Frankfurt  am Main, Stuttgart en Bremen en de winkelketen Magazin met winkels in Stuttgart, Bonn en München. Daarnaast behoort het Gasthaus Lohnhalle in Waltrop en verkoopbedrijven in Oostenrijk, Zwitserland en Groot-Brittannië  tot de groep.
Het centrale magazijn van Manufactum bevindt zich in Dortmund-Wambel en wordt beheerd door Rhenus Logistik.

## Warenhuizen
Naast het postorderbedrijf exploiteert Manufactum warenhuizen in de oude Waltrop-mijn, in de Alten Hof in München, in het Chilehaus in Hamburg, in Stuttgart, in het Haus Hardenberg in Berlijn en in de Königlichen Gartenakademie in Berlin-Dahlem, in Düsseldorf, in het Ditsch-Haus in Keulen, in de Opernturm in Frankfurt am Main, in Bremen in de Bremer Bank, in Wenen in het Haus der Kontrollbank Am Hof, in Hannover, op de Markt in Bonn en in Münster in de Münster Arkaden. In de herfst van 2021 opende Manufactum een nieuwe winkel in het Alstertal Einkaufszentrum in Hamburg.

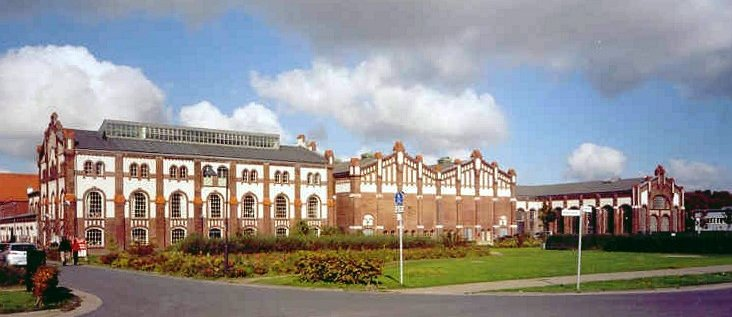
De Waltrop-kolenmijn, het hoofdkantoor van Manufactum
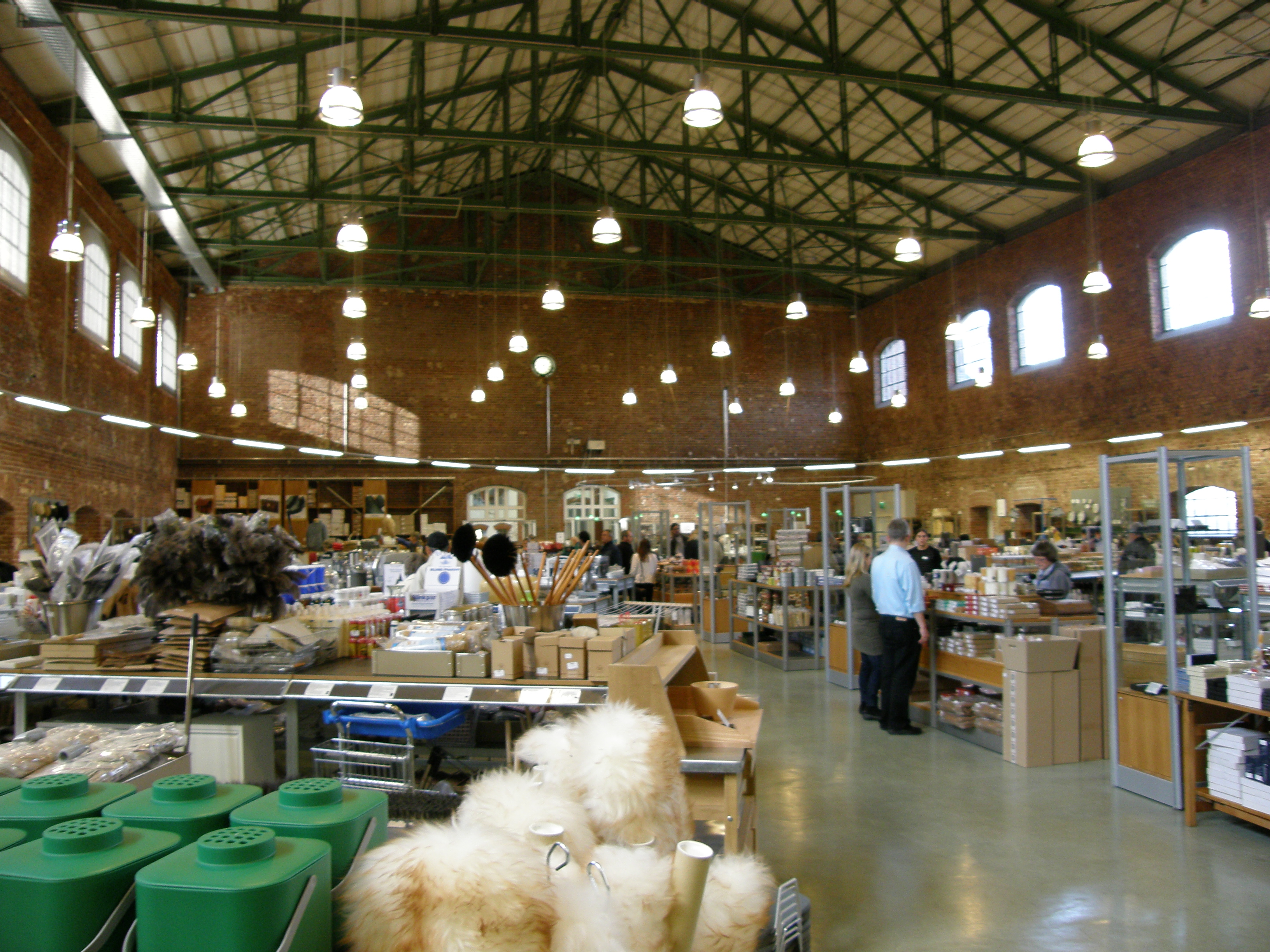
Verkoophal in de Waltrop-mijn
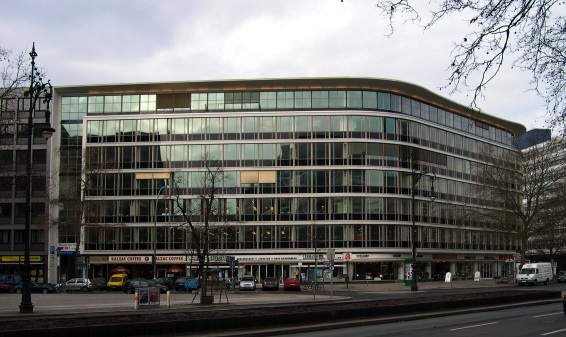
Het huis Hardenberg in Berlijn
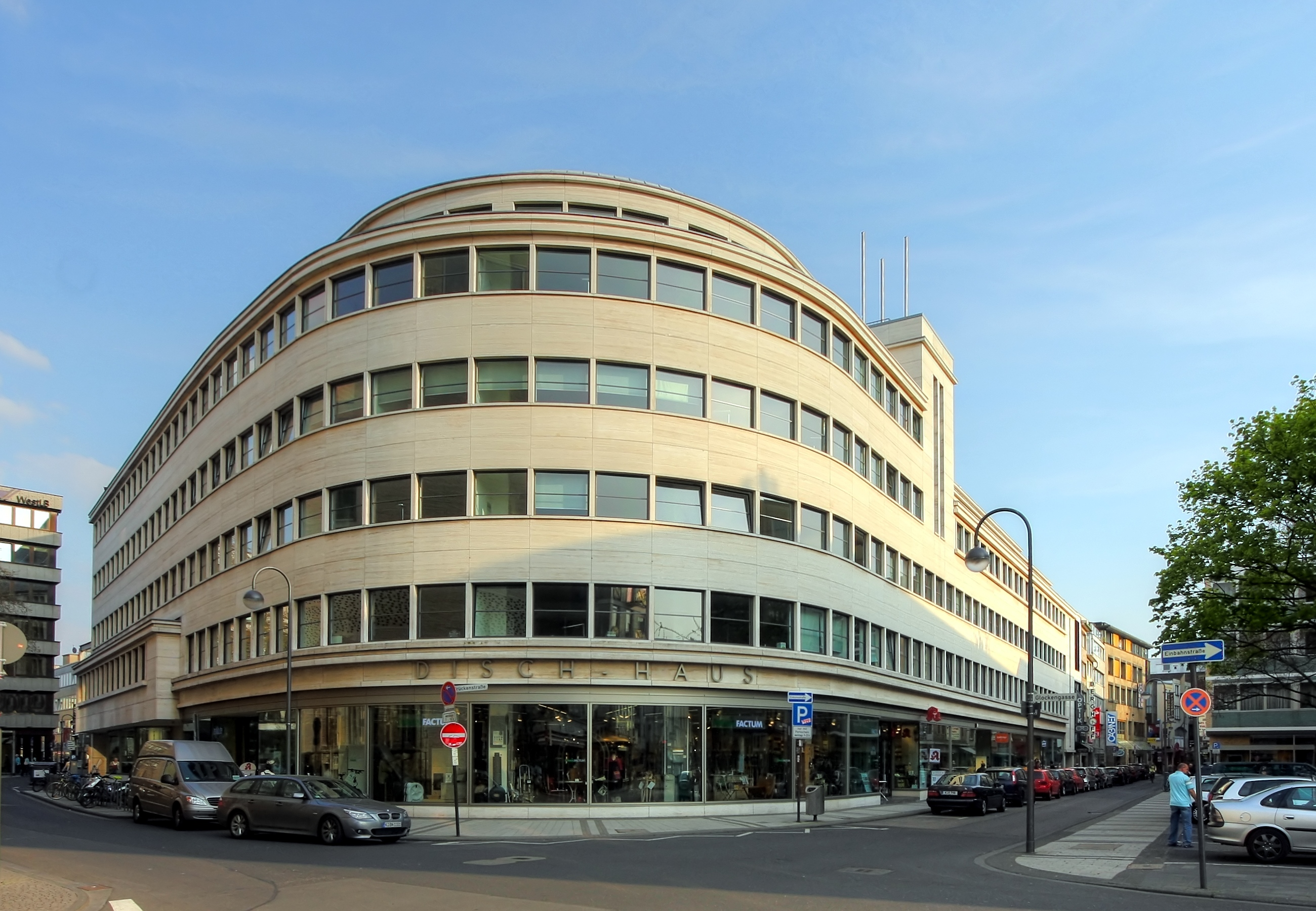
Het Disch House in Keulen
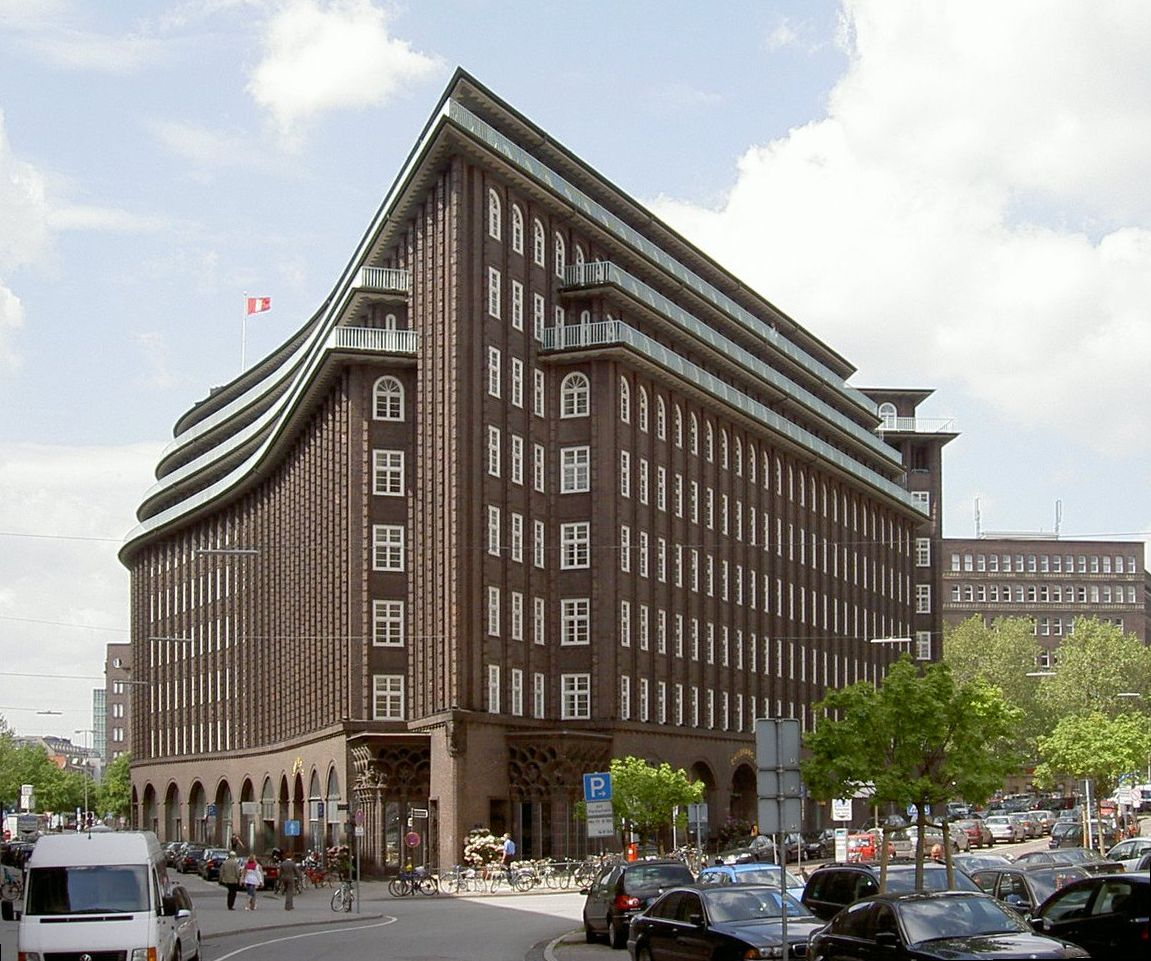
Het Chilehaus in Hamburg